# Mesene nola
Mesene nola is een vlindersoort uit de familie van de prachtvlinders (Riodinidae), onderfamilie Riodininae.
Mesene nola werd in 1853 beschreven door Herrich-Schäffer.